# Oh World
Oh World är den brittiske sångaren Paul Rutherfords debutalbum, utgivet 1989 via skivbolagen Island och 4th & B'way.

## Bakgrund
Efter upplösningen av Frankie Goes to Hollywood 1987 inledde Rutherford samarbeten med två produktionsteam: Dave Clayton och Joe Dworniak samt Martin Fry och Mark White från new wave-bandet ABC, för att producera och ge ut sitt debutalbum. Albumets huvudsingel, "Get Real", bannlystes av BBC men hamnade på plats 47 i Storbritannien. "I Want Your Love", en coverversion av Chics hitsingel från 1979, släpptes som den andra singeln från albumet och hamnade på plats 82. Den tredje och sista singeln från albumet, "Oh World", hamnade på plats 61 när den släpptes i Storbritannien 1989. Med händelse av BBC:s bannlysning av huvudsingeln "Get Real" och dåliga listframgångar släppte man aldrig Oh World i Storbritannien i förmån för att endast släppa utgåvor i Europa och USA. Soloalbumet blev Rutherfords ända då han inom kort blev mindre populär.

## Lansering och marknadsföring
Albumet släpptes på vinylskiva, kassettband och CD-skiva via skivbolagen Island Records och 4th & B'way Records i Europa, Kanada och USA. 2011 gjordes en remasterutgåva av skivbolaget Cherry Red. Efter släppet av remasterutgåvan blev albumet tillgängligt i Storbritannien för första gången. Med två skivor innehöll albumet endast promosinglar samt en remix av A-sidan, en B-sida och 12-tumsremixar såväl som tidiga remixer av både Arthur Baker och David Morales.

## Låtlista
| Nr           | Titel                  | Kompositör                                  | Längd |
| ------------ | ---------------------- | ------------------------------------------- | ----- |
| 1.           | "Oh World"             | Paul Rutherford, David Clayton              | 6:53  |
| 2.           | "Deep at the Centre"   | Rutherford, Clayton, Joe Dworniak           | 5:00  |
| 3.           | "Who Said It Was Easy" | Rutherford, Clayton, Dworniak               | 5:11  |
| 4.           | "The Gospel Truth"     | Rutherford, Clayton                         | 5:00  |
| 5.           | "Light"                | Rutherford, Clayton                         | 1:14  |
| 6.           | "Get Real"             | Rutherford, Clayton, Martin Fry, Mark White | 3:36  |
| 7.           | "Cracked Wide Open"    | Rutherford, Clayton, Fry, White             | 6:32  |
| 8.           | "I Want Your Love"     | Bernard Edwards, Nile Rodgers               | 4:19  |
| 9.           | "Catch a Falling Star" | Rutherford, Clayton                         | 6:29  |
| 10.          | "Half the Picture"     | Rutherford, Clayton                         | 4:52  |
| Total längd: | Total längd:           | Total längd:                                | 49:06 |